# Багдаті
Багдаті (груз. ბაღდათი) — місто в мхаре Імереті, Грузія, адміністративний центр муніципалітету Багдаті. У 1940—1990 роках мало назву Маяковскі. Статус міста надано 1981 року. Населення 3707 чол. (2014 р.). Місто розташоване на річці Ханісцкалі, лівій притоці Ріоні, на краю Аджаметського лісу. Знаходиться на відстані 19 км від залізничної станції Ріоні, за 25 км від Кутаїсі.

## Економіка
У Багдаті є консервний, винний заводи, меблева фабрика, театр, будинок-музей В. Маяковського.

## Культура
Тут також розташовано кафедру та резиденцію Ванської та Багдатської єпархії Грузинської православної церкви.

## Населення
Чисельність населення міста, станом на 2022 рік, налічує 2,888 осіб.
| Рік  | Чисельність | Чисельність |
| ---- | ----------- | ----------- |
| 1939 | 2788        | [ 1 ]       |
| 1959 | 4586        | [ 1 ]       |
| 1970 | 4609        | [ 1 ]       |
| 1979 | 4831        | [ 1 ]       |

| Рік  | Чисельність | Чисельність |
| ---- | ----------- | ----------- |
| 1989 | 5465        | [ 1 ]       |
| 2002 | 4724        | [ 1 ]       |
| 2014 | 3707        | [ 1 ]       |
| 2016 | 3555        | [ 1 ]       |

| Рік  | Чисельність | Чисельність |
| ---- | ----------- | ----------- |
| 2017 | 3440        | [ 1 ]       |
| 2018 | 3359        | [ 1 ]       |
| 2019 | 3265        | [ 1 ]       |
| 2020 | 3138        | [ 1 ]       |

| Рік  | Чисельність | Чисельність |
| ---- | ----------- | ----------- |
| 2021 | 3043        | [ 1 ]       |
| 2022 | 2888        | [ 1 ]       |
| 2023 | 2796        | [ 2 ]       |

| Рік  | Чисельність | Чисельність |
| ---- | ----------- | ----------- |
| 1939 | 2788        | [ 1 ]       |
| 1959 | 4586        | [ 1 ]       |
| 1970 | 4609        | [ 1 ]       |
| 1979 | 4831        | [ 1 ]       |

| Рік  | Чисельність | Чисельність |
| ---- | ----------- | ----------- |
| 1989 | 5465        | [ 1 ]       |
| 2002 | 4724        | [ 1 ]       |
| 2014 | 3707        | [ 1 ]       |
| 2016 | 3555        | [ 1 ]       |

| Рік  | Чисельність | Чисельність |
| ---- | ----------- | ----------- |
| 2017 | 3440        | [ 1 ]       |
| 2018 | 3359        | [ 1 ]       |
| 2019 | 3265        | [ 1 ]       |
| 2020 | 3138        | [ 1 ]       |

| Рік  | Чисельність | Чисельність |
| ---- | ----------- | ----------- |
| 2021 | 3043        | [ 1 ]       |
| 2022 | 2888        | [ 1 ]       |
| 2023 | 2796        | [ 2 ]       |

## Персоналії
- Мдівані Георгій Давидович (1905—1981) — радянський драматург та кіносценарист.